# مارسل بلووال
مارسل بلووال (فرانسوی: Marcel Bluwal‎; زاده ۲۵ مهٔ ۱۹۲۵ – مرگ ۲۳ اکتبر ۲۰۲۱) کارگردان فیلم و فیلم‌نامه‌نویس اهل کشور فرانسه بود. وی بیش از ۴۰ فیلم ساخت.